# Єльці (герб)
Єльці (пол. Jelce) — герб шляхетський, відміна герба Леліва. Альтернативна назва — Єлець (пол. Jelec).

## Опис
У синьому полі розташований золотий півмісяць рогами догори, над яким золота шестипроменева зірка. У нашоломнику дві золоті хоругви з трьома полями одна над одною, як на гербі Хоругви Кмітів (інша назва Радван Щедрий). Намет щита синій, підбитий золотом.

## Походження
Каспер Несецький зазначає, що це є давніша версія герба Єльці ІІ.
Адам Бонецький зазначає, що герб роду Єльців повстав таким чином, щоб підкреслити спільне походження з Кмітами (пол. Kmita) та Лопат-Биковськими (пол. Łopat Bykowski). Їхні герби були додані до Леліви, власного герба роду Єльців.
Северин Уруський навпаки вказує на те, що звичайним гербом родини Єльців були саме хоругви, до яких XVII століття додали герб Леліва, щоб позначити спорідненість з родинами того герба.